# Apateu (Arad)

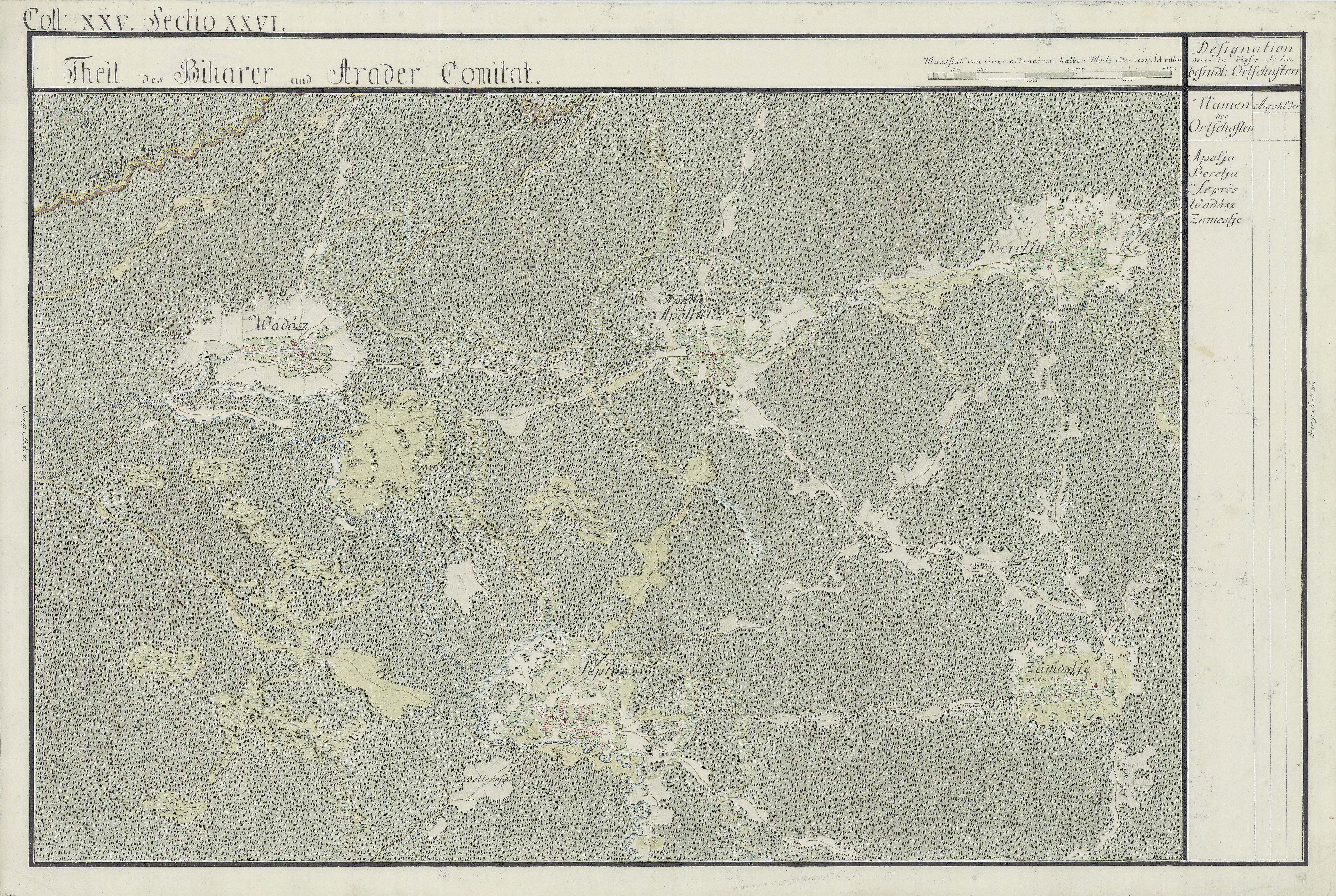
Apateu (Apáthi) auf der Josephinischen Landaufnahme von 1782–1785.

Apateu (ungarisch Apáti) ist eine Gemeinde im Kreis Arad, im Kreischgebiet, im Westen Rumäniens. Zu der Gemeinde Apateu gehören auch die Dörfer Berechiu und Moțior.

## Geografische Lage
Apateu liegt im Norden des Kreises Arad, in der Kreisch-Ebene, nahe zum Kreis Bihor in 35 Kilometer Entfernung von Ineu.

## Nachbarorte
| Boiu  | Talpoș                                      | Berechiu  |
| Mișca | Kompassrose, die auf Nachbargemeinden zeigt | Susag     |
| Adea  | Șepreuș                                     | Șomoșcheș |

## Geschichte
Die erste urkundliche Erwähnung der Villa Apaty stammt aus dem Jahr 1219. Apaty bedeutet im Ungarischen so viel wie Klostervorsteher oder Abt.
Nach dem Frieden von Karlowitz (1699) kam Arad und das Maroscher Land unter österreichische Herrschaft, während das Banat südlich der Marosch bis zum Frieden von Passarowitz (1718) unter Türkenherrschaft verblieb. Auf der Josephinischen Landaufnahme ist Apatju eingetragen.
Infolge des Österreichisch-Ungarischen Ausgleichs (1867) wurde das Arader Land, wie das gesamte Banat und Siebenbürgen, dem Königreich Ungarn innerhalb der Doppelmonarchie Österreich-Ungarn angegliedert. Die amtliche Ortsbezeichnung war Apáti .
Der Vertrag von Trianon am 4. Juni 1920 hatte die Grenzregulierung zur Folge, wodurch Apateu an das Königreich Rumänien fiel.

## Bevölkerungsentwicklung
| 1880 | 3908 | 3737 | 106 | 22 | 43             |
| 1910 | 4777 | 4441 | 268 | 14 | 54             |
| 1930 | 5338 | 5240 | 70  | 1  | 27             |
| 1977 | 4564 | 4559 | 2   | 1  | 2              |
| 1992 | 3960 | 3897 | 2   | -  | 61             |
| 2002 | 3684 | 3493 | 7   | -  | 184            |
| 2021 | 3129 | 2731 | 2   | 2  | 394 (181 Roma) |